# Сурож (футбольный клуб)
«Сурож» — украинский футбольный клуб из Судака. Команда выступала в Третьей лиге Украины в сезоне 1993/94

## История
В 1992 году «Сурож» стал победителем чемпионата Крыма. В сезоне 1992/93 команда приняла участие в любительском чемпионате Украины, первом розыгрыше турнира после обретения независимости Украины. Тогда команда заняла 1 место в Зоне 6, набрав 44 очка в 26 играх. Победа в любительском первенстве дало право «Сурожу» участвовать в Третьей лиге Украины (Переходная лига), в четвёртом по значимости дивизионе Украины.
В сезоне 1993/94 в Третьей лиге «Сурож» занял 16 место из 18 и вылетел в любительский чемпионат. Команда набрала всего 26 очков в 34 играх, уступив по этому показателю лишь командам: «Электрон» и «Медик». Тренировал команду в этом сезоне В. Новиков. Самая крупная победа «Сурожа» в этом сезоне была зафиксирована в 27 туре, 22 мая 1994 года в домашнем матче против «Фетровика» из Хуста, тогда команда обыграла соперника со счётом (6:1). Самое крупное поражение команды в этом сезоне со счётом (4:0) было зафиксировано в трёх матчах, против «Сириуса», «Львова» и «Гарта».
После вылета в любительское первенство, в сезоне 1994/95 команда заняла 4 место в своей группе, набрав 64 очка в 32 играх. Такое же количество очков набрал и первомайский «Меркурий», но по разнице забитых и пропущенных мячей именно «Меркурий» стал бронзовым призёром. В сезоне 1996/97 «Сурож» стал победителем чемпионата Крыма. Последний раз в чемпионате Крыма клуб участвовал в сезоне 2007. В 2010 году «Сурож» стал двукратным чемпионом Крыма среди взрослых команд, организованный федерацией «Колос», в чемпионате принимали участие 11 команд. Судакский коллектив в тот момент тренировал Айдер Ришатович Зейтулаев, а финансировал Исмихан Абдулович Аразов.
Сейчас под названием «Сурож» выступают юношеские команды в первенствах Крыма. Ранее существовала также команда «Сурож» по пляжному футболу, волейбольная команда «Сурож» выступает в чемпионате Крыма.